# 7456 Doressoundiram
7456 Doressoundiram è un asteroide della fascia principale. Scoperto nel 1982, presenta un'orbita caratterizzata da un semiasse maggiore pari a 2,6228047 UA e da un'eccentricità di 0,2971152, inclinata di 14,76743° rispetto all'eclittica.